# Nội chiến Nepal
Cuộc nội chiến Nepal là cuộc xung đột vũ trang giữa Đảng Cộng sản Nepal (Maoist) (CPN-M) và chính phủ Nepal, chiến đấu từ năm 1996 đến năm 2006. Cuộc nổi dậy đã được đưa ra bởi CPN-M vào ngày 13 tháng 2 năm 1996 với mục đích lật đổ chế độ quân chủ Nepal và thiết lập một nước Cộng hòa Nhân dân. Nó đã kết thúc với Hiệp định Hoà bình Toàn diện được ký vào ngày 21 tháng 11 năm 2006.

## Tổng quan
Hơn 19.000 người (bao gồm cả lực lượng dân sự và vũ trang) đã bị giết trong cuộc xung đột này. "Bên trong Cách mạng Nepal". Tạp chí Địa lý Quốc gia, p. 54 tháng 11 năm 2005. Douglas liệt kê những con số sau: "Nepal bị giết bởi các nhà phả hệ Maoist từ năm 1996 đến năm 2005: 4.500 người Nepal bị chính phủ giết chết trong cùng kỳ: 8.200". và khoảng 100.000 đến 150.000 người đã bị di tản bên trong do hậu quả của cuộc xung đột. Sự mâu thuẫn này làm gián đoạn phần lớn các hoạt động phát triển nông thôn và dẫn tới Mặt trận trái sâu và phức tạp, cùng với Quốc hội Nepal, là xương sống của phong trào mở rộng cho sự thay đổi dân chủ. Tuy nhiên, các nhóm cộng sản khó chịu với sự liên minh giữa ULF và Quốc hội đã hình thành một mặt trận song song, Phong trào Nhân dân Quốc gia Hoa Kỳ. UNPM kêu gọi tổ chức bầu cử Quốc hội lập hiến và bác bỏ những thỏa hiệp của ULF và Quốc hội với nhà vua. Tháng 11 năm 1990 Đảng Cộng sản Nepal (Unity Center) được thành lập, bao gồm các yếu tố chính của các thành phần của UNPM. Đảng mới đã tổ chức hội nghị đầu tiên vào năm 1991, đã thông qua một "cuộc đấu tranh vũ trang kéo dài trên con đường tiến tới một cuộc cách mạng dân chủ mới" và rằng đảng sẽ vẫn là một đảng bí mật. CPN (UC) thành lập Samyukta Jana Morcha, với Baburam Bhattarainhư cái đầu của nó, như một cuộc bầu cử mở mười cuộc bầu cử cuộc bầu cử. Trong cuộc bầu cử năm 1991, SJM trở thành lực lượng thứ ba trong quốc hội Nepal. Tuy nhiên, bất đồng đã tăng lên liên quan đến những chiến thuật nào được sử dụng bởi cả nhóm. Một ngành tranh luận về cuộc cách mạng vũ trang ngay lập tức, trong khi các nước khác (bao gồm các nhà lãnh đạo cao cấp như Nirmal Lama) tuyên bố rằng Nepal vẫn chưa chín muồi cho cuộc đấu tranh vũ trang.
Năm 1994 CPN (UC) / SJM được chia thành hai. Phe hậu chiến sau đó đổi tên thành Đảng Cộng sản Nepal (Maoist). Những người Mao gọi là lực lượng chính phủ "lực lượng phong kiến ", và trong lời tố cáo này là chế độ quân chủ và các đảng chính trị chủ đạo. Cuộc đấu tranh vũ trang bắt đầu ngay sau đó với những vụ tấn công đồng thời tại các đồn cảnh sát ở xa và trụ sở của quận. Ban đầu, chính phủ Nê pan đã huy động Cảnh sát Nepal để ngăn chặn cuộc nổi dậy. Các Hoàng Quân đội Nepalđã không tham gia vào cuộc chiến trực tiếp vì cuộc xung đột được coi là một vấn đề để cảnh sát duy trì sự kiểm soát. Hơn nữa, tranh cãi đã gia tăng về quân đội không trợ giúp cảnh sát trong các cuộc tấn công nổi dậy ở các vùng sâu vùng xa. Thủ tướng được bầu phổ biến đã từ chức vị trí của mình, do sự từ chối của Quân đội Hoàng gia tham gia xung đột. Tình hình này đã thay đổi đáng kể vào năm 2002 khi phiên đàm phán hòa bình đầu tiên thất bại và các nhà Maoist đã tấn công một doanh trại quân đội ở quận Đặng ở phía Tây Nepal. Qua đêm, quân đội đã được thả ra chống lại quân nổi dậy, huy động cả xe tăng và pháo binh. Dưới sự bảo trợ của toàn cầu chiến tranh chống khủng bố và với mục tiêu tuyên bố ngăn ngừa sự phát triển của một " quốc gia thất bại"Hoa Kỳ, Liên minh Châu Âu, và Ấn Độ, trong số các quốc gia khác, đã cung cấp viện trợ quân sự và kinh tế cho chính phủ Nê pan." Sự hỗ trợ vật chất cho chính phủ Nepal đã cạn kiệt sau khi King Gyanendra nắm quyền kiểm soát hoàn toàn vào tháng 2 năm 2005 để thoát khỏi cuộc nội chiến một lần.
Chính phủ phản ứng với cuộc nổi loạn bằng cách cấm phát biểu gợi mở về các chế độ quân chủ, bỏ tù các nhà báo, và tắt báo cáo buộc là đứng về phía quân nổi dậy. Một số cuộc đàm phán, cùng với lệnh ngưng bắn tạm thời, đã được tổ chức giữa quân nổi dậy và chính phủ. Chính phủ categorically bác bỏ nhu cầu của quân nổi dậy cho một cuộc bầu cử vào hội đồng thành phần; nó sẽ dẫn đến việc bãi bỏ chế độ quân chủ bằng một cuộc bỏ phiếu phổ thông. Đồng thời, các nhà Maoist từ chối công nhận việc xây dựng chế độ quân chủ lập hiến. Vào tháng 11 năm 2004, chính phủ đã bác bỏ yêu cầu của Maoist để đàm phán trực tiếp với vua Gyanendrathay vì qua Thủ tướng Sher Bahadur Deuba; yêu cầu thảo luận của họ phải được trung gian bởi một bên thứ ba, chẳng hạn như Liên hợp quốc đã bị bãi nhiệm.
Trong suốt chiến tranh, chính phủ kiểm soát các thành phố và thị trấn chính, trong khi Maoist chiếm ưu thế ở khu vực nông thôn. Trong lịch sử, sự hiện diện của chính phủ Nepal đã được giới hạn ở các trung tâm thị trấn và khu vực. Bộ máy nhà nước duy nhất hiện diện ở hầu hết các ngôi làng nhỏ, nơi cư ngụ của người Nepal, là một trạm y tế, một trường học chính phủ, một hội đồng làng và một gian hàng của cảnh sát. Một khi cuộc nổi dậy bắt đầu, các trường học đã được tất cả những gì còn lại, chỉ ra rằng các phiến quân Mao đã nắm quyền kiểm soát của làng. Cơ sở quyền lực của chính phủ Hoàng gia nằm ở trụ sở vùng và thủ phủ Kathmandu. Tình trạng bất ổn đã đạt tới Kathmandu vào năm 2004 khi các nhà Maoist công bố một cuộc phong tỏa thành phố thủ đô.
Chiến dịch căng thẳng và bất ổn công dân tiếp tục diễn ra tốt đẹp vào năm 2005 với số người chết tăng lên 200 trong tháng 12 năm 2004. Vào ngày 1 tháng 2 năm 2005, để đáp lại sự không có khả năng của chính phủ tương đối dân chủ để khôi phục lại trật tự, vua Gyanendra đảm nhiệm toàn quyền kiểm soát chính phủ. Ông tuyên bố, "Dân chủ và tiến bộ mâu thuẫn nhau... Để theo đuổi chủ nghĩa tự do, chúng ta không bao giờ nên bỏ qua một khía cạnh quan trọng trong hành vi của chúng ta, đó là kỷ luật."
Vào ngày 22 tháng 11 năm 2005, phe Maoist, hội nghị CPN chung (M) - Hội nghị Mặt trận Nhân dân Hoa Kỳ đã tổ chức tại Delhi đã đưa ra một nghị quyết 12 điểm, nói rằng họ "... hoàn toàn đồng ý rằng chế độ quân chủ độc đoán là rào cản chính" cản trở việc, hòa bình, thịnh vượng, tiến bộ xã hội và Nepal tự do và chủ quyền. " Thêm vào đó, "theo quan điểm rõ ràng của chúng tôi là không thiết lập chế độ dân chủ tuyệt đối bằng cách chấm dứt chế độ quân chủ độc đoán, không có khả năng hòa bình, tiến bộ và thịnh vượng trong nước". Kể từ khi thành lập vào năm 1994, họ đang trong vòng tay để thiết lập nền dân chủ ở Nepal. Không giống như những người cộng sản khác, họ ủng hộ nền dân chủ và hệ thống đa đảng ở Nepal.
Một sự hiểu biết đã đạt được để thiết lập chế độ dân chủ tuyệt đối bằng cách chấm dứt chế độ quân chủ với các lực lượng tương ứng tập trung cuộc tấn công chống lại chế độ quân chủ, tạo ra một cơn bão biểu tình dân chủ toàn quốc. Điều này đánh dấu một sự khởi đầu từ lập trường trước đó của CPN (M), cho đến nay đã phản đối gay gắt quá trình dần dần tiến trình dân chủ hóa do UPF ủng hộ.
Sau cuộc nội chiến, nguồn ngoại tệ lớn nhất của Nepal, ngành du lịch của nó, đã phải chịu đựng rất nhiều. Công ty du lịch iExplore công bố xếp hạng về mức độ phổ biến của các điểm đến du lịch, dựa trên doanh thu của họ, cho thấy rằng Nepal đã trở thành điểm đến phổ biến thứ 10 trong số các khách du lịch mạo hiểm, đến ngày thứ 27.
Cuộc xung đột đã buộc những người trẻ tuổi và có thể tìm kiếm việc làm ở nước ngoài để tránh những vi phạm nhân quyền của các lực lượng chính phủ và các tội ác của những người theo chủ nghĩa Mao. Những nhân viên khách này làm việc chủ yếu ở Vịnh (Qatar, Ả-rập Xê-út, vv) và Đông Nam Á (Malaysia, vv). Dòng chảy kiều hối thường xuyên từ những người lao động này đã cho phép đất nước tránh được khủng hoảng kinh tế nghiêm trọng hoặc phá sản kinh tế. Nền kinh tế của Nepal phụ thuộc rất nhiều vào việc truyền thu nhập từ nước ngoài từ các nhân viên khách (tương tự như nền kinh tế Lebanon trong cuộc nội chiến).
Theo INSEC, một tổ chức chuyên về các vấn đề nhân quyền ở Nepal, 1.665 trong số 15.026 ca tử vong (chiếm khoảng 11% tổng số ca tử vong) xảy ra trong Chiến tranh Nhân dân là các nạn nhân nữ. [5] Dựa trên số liệu này, tính năng động của bạo lực đối với phụ nữ dường như không đối xứng, với lực lượng chính phủ chịu trách nhiệm cho 85 phần trăm các vụ giết người.

## Tương quan lực lượng
Các Quân đội Nepal (NA) nắm quyền kiểm soát chính thức trên Quân đội Giải phóng Nhân dân (PLA), cánh vũ trang của Đảng Cộng sản thống nhất của Nepal (Maoist), vào ngày 10 tháng 4 năm 2012. [6] Thủ tướng (PM) Baburam Bhattarai, người cũng Chủ tịch Ủy ban đặc biệt Tích tụ Quân sự (AISC), nói với ủy ban vào ngày 10 tháng 4 năm 2012 rằng Quốc hội sẽ chuyển tới tất cả 15 điểm trung chuyển PLA, kiểm soát toàn bộ và tịch thu hơn 3.000 vũ khí bị khóa trong các thùng chứa nằm ở đó.  Ông nói thêm rằng quá trình này sẽ được hoàn thành vào tối ngày 12 tháng 4. Tuy nhiên, sau khi báo cáo các vụ đụng độ trong các khu văn phòng, Thủ tướng đã gặp lãnh đạo Quốc hội Chhattra Man Singh Gurung vào tối ngày 10 tháng 4, và chỉ đạo ông ta thực hiện các quyết định của AISC. [6] Quân NA đã phụ trách các kho vũ khí và các bình chứa vũ khí cùng ngày.  Điều này đã làm hỏng môi trường trong các khu văn phòng. Do đó, quá trình này đã bị đình chỉ vào ngày 10 tháng 4 theo yêu cầu của lãnh đạo Maoist.  Tuy nhiên, nó đã được khởi động lại vào ngày 13 tháng 4 và, tính đến ngày 19 tháng 4 năm 2012, khi kết luận cuối cùng, đã có 3.129 cựu chiến binh PLA bỏ lại để hội nhập vào Quốc hội. Tổng cộng có 6,576 chiến binh đã chọn Chương trình hưu trí tự nguyện (VRS), hứa hẹn kiểm tra trong phạm vi của NPR 500.000 đến NPR 800.000, tùy thuộc vào cấp bậc của họ.
Trong giai đoạn đầu (18-1 tháng 11 năm 2011), 9705 cựu chiến binh đã chọn hội nhập vào Quốc hội.  Trong một thành tựu mang tính bước ngoặt, AISC đã khởi xướng quá trình hội nhập sau ngày 1 tháng 11 năm 2011, thỏa thuận bảy điểm ký kết bởi ba đảng chính trị lớn - UCPN-M, Đảng Cộng sản Nepal (Thống nhất Mác - Lênin) (CPN- UML) và 9705 chiến binh được chọn tham gia hội nhập, 7,286 người đã chọn xuất viện tự nguyện, và sáu chiến sĩ đăng ký tên của họ cho các gói phục hồi.  Đại hội Nepali (NC) - và sự hình thành của một số nhóm Madheshi, Mặt trận thống nhất Mặt trận Dân chủ Hoa Kỳ (UDMF). Hợp đồng cung cấp ba giải pháp cho cựu chiến binh PLA - hội nhập, nghỉ hưu tự nguyện và phục hồi chức năng. Các Sứ mệnh của Liên Hợp Quốc ở Nepal (UNMIN) đã đăng ký 19.602 chiến binh trong việc xác minh thứ hai được tiến hành vào ngày 26 Tháng Năm 2007.
Ngày 14 tháng 4 năm 2012, quyết định của AISC cho thấy các cấp bậc của các chiến binh tích hợp sẽ được xác định theo các tiêu chuẩn của NA, chứ không phải của PLA. [6] Một ủy ban tuyển chọn sẽ do Chủ tịch Ủy ban Dịch vụ Công cộng của Nepal (PSC) hoặc một thành viên do ông chỉ định, và một Tổng giám đốc sẽ được tạo ra dưới Quốc hội, dưới sự chỉ đạo của một Trung úy, để tiếp nhận các chiến binh tích hợp. Các chiến binh sẽ phải trải qua từ ba đến chín tháng đào tạo, tùy thuộc vào cấp bậc của họ.  Ban chỉ đạo sẽ chỉ được triển khai để cứu trợ thiên tai, an ninh công nghiệp, phát triển và bảo tồn rừng và môi trường. Ngày 17 tháng 4, Quốc hội tuyên bố rằng nó không thể bắt đầu quá trình tuyển dụng cựu chiến binh Maoist cho đến khi cơ cấu lãnh đạo và quy mô của Tổng cục đã được hoàn thiện ở cấp độ chính trị. Vào ngày 19 tháng 4 năm 2012, ba đảng chính trị lớn nhất thống nhất kết hợp hai ủy ban đề xuất riêng biệt về Chân lý và Hoà giải, và về những biến mất, thành một.

## Dòng thời gian

### 1996
- Ngày 13 tháng 2: Sự khởi đầu của "cuộc chiến tranh dân tộc" của Đảng Cộng sản Nepal (Maoist)
  - Kathmandu: Một nhà máy đóng chai nước giải khát thuộc sở hữu của một công ty đa quốc gia bị tấn công và tòa nhà bị đốt.
  - Quận Gorkha

Nhà máy rượu nước ngoài bị phá hủy hoàn toàn.
- - Văn phòng của Chương trình Phát triển Nông dân nhỏ của Ngân hàng Phát triển Nông nghiệp Quốc doanh ở Chyangli VDC (Ban Phát triển Làng) được lục soát.

Quận Kavre: Một căn nhà của người cho vay đã bị đột nhập vào ban đêm, tài sản và tiền mặt được báo cáo trị giá 1,3 triệu rupee bị tịch thu, và các giấy tờ về khoản vay có giá trị vài triệu rupi bị phá hủy. 7 thành viên của gia đình người cho vay tiền đã bị giết, tất cả đều bị bắn chết.
- - Các huyện Rolpa, Rukum & Sindhuli: Một khu trại của cảnh sát đã đột kích vào mỗi quận. Tiền đồn tại Holeri, Rolpa - đã tịch thu các cửa hàng, bao gồm một lượng lớn chất nổ cao. Athbiskot-Rari, Rukum cũng bị đột kích. Bài viết Sindhuligarhi ở Sindhuli được cho là đã đột kích mà không có. 17 Nhân viên cảnh sát bị giết chết trong tổng số, và chỉ có một phiến quân Maoist bị giết hại để trả đũa.

### 2001
- Tháng Giêng: Chính phủ tạo ra lực lượng Cảnh sát vũ trang, một lực lượng paramilitary để chiến đấu chống lại các phần tử nổi dậy.
- 28 Tháng Năm: Chủ tịch Prachanda cho một cuộc phỏng vấn với tạp chí Cộng sản Thế giới để giành chiến thắng.
- Ngày 1 tháng 6: Vua Birendra và phần lớn gia đình hoàng tộc bị giết chết trong vụ thảm sát hoàng gia Nepal. Dipendra bị buộc tội vì vụ thảm sát hoàng gia và 'cố gắng tự sát'. Theo truyền thống, Dipendra, bị cho là hôn mê sau một nỗ lực tự tử không thành công hoặc vụ ám sát của các bảo vệ cung điện, được phong làm vua. Ông được cho là đã chết vào ngày 4 tháng 6 mặc dù cơ thể của ông dường như đã bắt đầu phân hủy trong bốn ngày và ruồi đã được nhìn thấy quay quanh quanh xác ông, Gyanendra được vương vương.
- Ngày 3 tháng 8: Vòng đàm phán hòa bình đầu tiên bắt đầu.
- Ngày 23 tháng 11: Các cuộc đàm phán hòa bình sụp đổ khi các nhà Maoist rút lui và khởi động một cuộc tấn công dữ dội Cảnh sát và Quân đội ở 42 quận, trong đó 186 quân nhân và nhân viên Cảnh sát và 21 người theo chủ nghĩa Mao đã bị giết.
- 26 Tháng Mười Một: Chính quyền của Sher Bahadur Deuba tuyên bố tình trạng khẩn cấp toàn quốc và tuyển quân Nepal vào cuộc tấn công các phiến quân Maoist.
- Bộ Ngoại giao Mỹ tuyên bố đảng chính trị Maoist như một tổ chức khủng bố

### 2002
```
Bộ Ngoại giao Mỹ
 tuyên bố đảng chính trị 
Maoist
 như một tổ chức khủng bố
```

- Quốc hội Hoa Kỳ phê duyệt 12 triệu $ để đào tạo cán bộ Quân đội Hoàng gia, cung cấp 5.000 súng trường M16.
- Tháng 5: Cuộc đàm phán hòa bình sụp đổ. 
  - Trận chiến lớn giữa quân đội và các lực lượng Maoist tại Lisne Lekh dọc theo biên giới giữa Pyuthan và các huyện Rolpa, và tại làng Gam, Rolpa.
- 11 tháng 5: Một bức ảnh được phát hiện bởi những người lính Nepal ở miền tây Nepal. Bức ảnh mô tả những nhà lãnh đạo phiến loạn Maoist của Nepal Baburam Bhattarai, Hisila Yami, Ram Bahadur Thapa (bí danh Badal), và Pushpa Kamal Dahal (bí danh Prachanda).
- 22 tháng 5: Vua Gyanendra, theo lời khuyên của Thủ tướng Sher Bahadur Deuba, giải tán Quốc hội và ra lệnh bầu cử mới. Lý do đưa ra giải thể là phản đối tình trạng khẩn cấp.

Ngày 11 tháng 7: Thông tin rò rỉ ra rằng các nhà sản xuất vũ khí Bỉ FN Herstal được phép cung cấp 5.500 M249 SAW LMG để chế độ quân chủ Nepal, một quyết định được thực hiện bởi tất cả các bên liên minh. Bộ trưởng Ngoại giao Louis Michel nói về "một quốc gia trong một nền dân chủ đa nguyên".
- 4 Tháng Mười: Vua Gyanendra deposes Thủ tướng Deuba và toàn bộ Hội đồng Bộ trưởng, giả định quyền hành pháp, và hủy bỏ các cuộc bầu cử vào Nhà tan viện, vốn đã được lên kế hoạch cho ngày 11 tháng 11.
- Ngày 11 tháng 10: Vua Gyanendra bổ nhiệm Lokendra Bahadur Chand làm Thủ tướng Chính phủ.

### 2003
- Tháng 1: Hoa Kỳ tổ chức tập trận với quân đội Nepal. [10] Những người nổi dậy Maoist giết Tổng Thanh tra Cảnh sát Vũ trang, Krishna Mohan Shrestha, vợ và vệ sĩ của ông, Cảnh sát trưởng Subhash Bahadur Gurung của lực lượng cảnh sát Nepal, trong khi đi bộ buổi sáng của họ, như họ thường làm vào buổi sáng chủ nhật, có ý định đại diện cho an toàn chung cho đồng bào. Tổng Thanh tra và vợ ông, là giáo viên của một trường quốc tế ở thủ đô, đều không vũ trang. Họ bị trúng đạn từ loại 56 súng trường và súng trường G3 được sử dụng bởi những người theo chủ nghĩa Mao.
- 29 Tháng Một: Một hiệp định ngừng bắn thứ hai được thiết lập và các cuộc đàm phán hòa bình bắt đầu.
- Ngày 13 tháng 5: Quy tắc ứng xử do chính phủ và CPN-M tuyên bố cho thời kỳ ngừng bắn đã được thoả thuận
- Ngày 17 tháng 8: Các lực lượng Cảnh sát và Quân đội Nepal giết 39 phiến quân Maoist ở quận Ramechhap của miền trung Nepal trong một cuộc tấn công do quân đội, cảnh sát và không quân Nepal khởi xướng. 7 Binh lính của quân đội Nepal và 5 cảnh sát của Công an Vũ trang cũng bị giết trong chiến dịch.

24/8: Maoist đưa ra một tối hậu thư, đe dọa rút lui khỏi chương trình ngừng bắn nếu chính phủ không đồng ý trong vòng 48 giờ để đưa câu hỏi của những người theo chủ nghĩa Maoist tham gia vào Hội đồng Lập hiến. [9]
- 26 tháng 8: Tối hậu thư Maoist hết hạn. [9]
- 27 tháng 8:

Phe: Người Maoist kêu gọi một cuộc đình công kéo dài ba ngày để tố cáo các cuộc tấn công của quân đội đối với cán bộ của họ 
Maoist đơn phương rút lui khỏi lệnh ngưng bắn vào ngày 29 tháng giêng. Lời tuyên bố của Prachanda hồi sinh yêu cầu của quân nổi dậy nhằm chấm dứt chế độ quân chủ nhằm ủng hộ một "nền cộng hòa nhân dân", cho biết: "Kể từ khi chế độ cũ đã chấm dứt giải pháp hướng tới tương lai cho tất cả các vấn đề hiện tại thông qua ngừng bắn và hòa bình chúng tôi tuyên bố rằng lý do đằng sau chiến dịch ngừng bắn... và tiến trình hoà bình đã kết thúc. " 
- 27 Tháng Chín: "Mười lăm người bao gồm 8 phiến quân và 4 cảnh sát đã bị giết vào thứ bảy và nghi ngờ những người theo chủ nghĩa Mao đã đánh bom 5 công trình của chính phủ mặc dù các kế hoạch du kích của họ đã có một cuộc ngừng bắn kéo dài chín ngày từ ngày 2 tháng 10. Các quan chức cho biết. lực lượng an ninh tại Chhita Pokhara thuộc quận Khotang, cách thủ đô Kathmandu 340 km về phía đông, một cảnh sát cũng cho hay 4 cảnh sát cũng đã bị giết chết ở những nơi khác ở miền đông Nepal, những người theo chủ nghĩa Mao đã giết chết hai cảnh sát, Constable Purna Prasad Sharma và Radha Krishna Gurung, và một phụ nữ bán hạt dê bọ cánh cứng, Kali Tamang, trong khu vực Jaljale-Gaighat, một quan chức cho biết. Sitaram Prasad Pokharel, giám đốc điều hành của khu vực nói: "Một nhóm bảy người Maoist đã xuống xe buýt khi cảnh sát đang kiểm tra hành khách và đột nhiên nổ súng từ khẩu súng lục tự động, giết chết ba người và làm bị thương hai người khác. Ở Janakpur, một trung tâm công nghiệp nằm trên biên giới Ấn Độ cách Kathmandu 260 km về phía đông, các nhà Maoist dưới sự chỉ huy trực tiếp của Prachandathực hiện 5 vụ đánh bom buổi sáng đã phá vỡ dịch vụ điện thoại và điện, cảnh sát cho biết. Không có ai bị giết trực tiếp bởi vụ nổ, nhưng một người đàn ông lớn tuổi chết vì một cơn đau tim sau khi nghe tiếng nổ, Cảnh sát trưởng Bharat Chhetri cho biết. Ông nói các địa điểm đã bị đánh bom bao gồm các văn phòng của bộ phận đường bộ và Nhà máy điện Nepal và một tháp viễn thông. Các nhân viên cảnh sát và phiến quân Mao đã buôn bán lửa trong gần 40 phút sau khi vụ nổ nhưng phiến quân đã trốn thoát và 37 người bị thương, ông Khadka nói. "
- Ngày 13 tháng 10: Có ít nhất 42 cảnh sát và 9 người theo chủ nghĩa Mao đã bị giết chết khi có khoảng 3.000 Maoist cố gắng tấn công một Trung tâm Đào tạo Cảnh sát ở Bhaluwang. Một người làm chứng, Krishna Adhikary, nói với Reuters: "Những người nổi dậy đã đánh cắp dây cáp điện thoại, thiết lập các rào chắn bằng cách chặt cây hoặc thổi các cầu đường cao tốc để ngăn việc quân tiếp viện không còn nữa.
- 27 tháng 10: "Đại tá Adrian Griffith và sáu người Nepal được trả tự do vào tuần trước 42 giờ sau khi bị bắt ở Baglung, cách Kathmandu 300 km (190 dặm) về phía tây, trong khi đang lái xe để tuyển những người lính Gurkha trẻ tuổi để phục vụ trong quân đội Anh. " Đảng Prachanda nói, "Chúng tôi xin lỗi vì sự việc đã diễn ra chống lại chính sách của đảng."

Ngày 11 tháng 11: Bộ Quốc phòng Hoa Kỳ buộc tội các nhà Maoist bắt cóc chín mươi chín học sinh lớp 9 và 10 từ trường trung học Riva thuộc huyện Mugu, Tây Nepal trong tuần trước. 
- Ngày 19 tháng 11: Theo một quan chức quân đội Nepal, bốn người đã bị bắt tại đường biên giới Trung Quốc Khasa, cách Kathmandu 114 cây số về phía đông bắc, buôn lậu vũ khí từ Tây Tạng sang Nepal. Quan chức này đã đặt tên cho Hirala Lal Shrestha và Gyaljen Sherpa và nói rằng họ đã bị bắt để thẩm vấn tại thị trấn Xigatse ở Tây Tạng.

### 2004
- Ngày 5 tháng 2: Một cuộc đột kích của quân đội được thực hiện bởi Tiểu đoàn Bhairavanath thuộc một ngôi làng ở Bhimad, quận Makwanpur. Các báo cáo nổi lên rằng 14 người bị nghi là phiến quân Maoist và hai thường dân đã bị bắt sau khi bị bắt. Tổ chức Ân xá Thế giới sau đó đã viết một bức thư cho Thủ tướng Surya Bahadur Thapa và Chuẩn tướng Nilendra Aryal, Trưởng phòng Quân đội Nhân quyền Hoàng gia Nepal (RNA) yêu cầu điều tra ngay lập tức.
- Ngày 10 tháng 2: Hai thành viên ủy ban trung ương của CPN-M, Matrika Yadav và Suresh Paswan, được báo cáo là đã được Ấn Độ giao cho Nepal. Họ đã bị bắt ở Lucknow sau khi Nepal cung cấp thông tin. [18]
- Ngày 13 tháng 2: Ganesh Chilwal lãnh đạo cuộc kháng chiến chống Mao vào ngày này, kỷ niệm thứ tám của sự khởi đầu của cuộc cách mạng.

Ngày 15 tháng 2: Ganesh Chilwal bị bắn chết trong văn phòng Kathmandu của ông do hai nghi can Maoist. 
- Ngày 15 tháng 2: Trận đánh xảy ra tại căn cứ rừng ở Maoist ở Kalikot, cách Kathmandu 360 km về phía tây. Cơ sở được cho là giữ 5000 quân Maoist. Ngày 17 tháng 2, một quan chức an ninh nói rằng một chiếc trực thăng riêng bay quân tới Kalikot bị đạn pháo Maoist đánh trúng nhưng nó đã trở về Kathmandu một cách an toàn. Vào ngày 18 tháng 2, 65 người theo chủ nghĩa Mao được cho là đã bị giết, mặc dù điều này mâu thuẫn với những người khác đã báo cáo số người chết là 35 và 48.
- Ngày 15 tháng 2 và 16: Đài phát thanh quốc gia Nepal báo cáo rằng 13 phiến quân Maoist đã bị giết trong bảy cuộc đụng độ nhỏ riêng biệt với các lực lượng an ninh trên khắp đất nước.

Theo cảnh sát, Khem Narayan Faujdar, một thành viên quốc hội bị vua Gyanendra giải tán vào năm 2002, bị hai người Maoi bị nghi là đã lái xe máy ở quận Nawalparasi, cách thủ đô 200 km về phía tây nam thủ đô. 
- 2 tháng 4: Các cuộc mít tinh lớn nhất kể từ năm 1990 bắt đầu tại Kathmandu. Họ được gọi là "pro-democracy" và "anti-monarchy".

Ngày 3 tháng 4: Hơn 12 chiếc xe tải bị đốt cháy trong khi chờ ở biên giới phía tây Nepal để nhặt xăng từ Ấn Độ. Ấn Độ lên án cuộc tấn công và thề sẽ chống khủng bố.
- 04 Tháng 4: "Một số 150 người biểu tình đã xảy ra trong một cảnh sát phụ trách dùi cui " trong cuộc biểu tình ở Kathmandu
- Ngày 4 tháng 4 "Hàng trăm phiến quân Maoist" tấn công một trạm cảnh sát ở Yadukuwa, Jadukhola. 13 cảnh sát thiệt mạng, 7 người bị thương và 35 người bị liệt. 8-9 Maoist cũng bị giết. "Các nhân chứng cho hay hơn 500 phiến quân đã tấn công đồn cảnh sát và bắt đầu bắn súng trường Assault Rifles và tên lửa RPG-7 vào khoảng 9 giờ tối (1515 GMT) vào đêm chủ nhật." Cuộc chiến kéo dài hai đến ba tiếng. Các báo cáo khác nêu 400 phiến quân.

4 Tháng Tư: Ở phía tây của đất nước, ba thương nhân Ấn Độ bị bắn và bị thương và bị đốt xe.
- Ngày 5/4: Cuộc đình công kéo dài ba ngày bắt đầu, được kêu gọi bởi CPN (M) và phản đối bởi "liên minh của năm đảng phái chính trị" đang phản đối tại Kathmandu chống lại chế độ quân chủ và nói cuộc đình công sẽ cản trở phong trào biểu tình ở Kathmandu. Prachanda nói, "Đã đến lúc giành chiến thắng thống nhất chống lại các lực lượng phong kiến khi nhà vua đang cố đưa quốc gia này trở lại thế kỷ 18."
- Ngày 5 tháng 4: Vào buổi sáng, 3 lính bị giết và 7 người bị thương do bom mìn CPN (M) kích hoạt bằng phương tiện của họ tại Dhalkhola, cách Kathmandu 50 km về phía đông. [24]

5 tháng 4: Ít nhất 140 người bị thương trong vụ đụng độ ở Kathmandu khi "khoảng 50.000" biểu tình đối mặt với cảnh sát. Những người biểu tình cố gắng vượt qua rào chắn của cảnh sát gần cung điện hoàng gia. Cảnh sát trả lời bằng hơi cay và người biểu tình được báo cáo là bị thương bởi dùi cui của cảnh sát. Các tảng đá và gạch được cả hai bên ném ra. Các cuộc biểu tình cũng xảy ra ở Lalitpur và Bhaktapur. Trong khi đó, nhà vua Gyanendra đã từng là những làng du lịch xa xôi ở phía tây Nepal.
- Ngày 5 tháng 4: Chính phủ Ấn Độ thông báo rằng sẽ không còn cung cấp hộ tống cảnh sát cho các quan chức Ấn Độ mua sắm ở Nepal, như một phương tiện để ngăn cản những chuyến đi như vậy. Lo ngại được dựa trên CPN (M) nhắm mục tiêu Ấn Độ. Một quan chức cảnh sát cao cấp cho biết: "Chúng tôi đang lo lắng về khả năng trả đũa ở đây nếu các nhà Maoist tiếp tục nhắm mục tiêu vào Ấn Độ bên trong Nepal.
- Ngày 16 tháng 8: Khách sạn Soaltee, một khách sạn sang trọng phổ biến ở Kathmandu, bị đánh bom, sau khi từ chối một yêu cầu từ Maoist rằng khách sạn đóng cửa.
- 18 tháng 8: Một quả bom phát nổ trong một khu chợ ở miền nam Nepal. Vụ nổ này giết chết một cậu bé 12 tuổi và thương 6 người khác, trong đó có ba cảnh sát. Ngoài ra, quân nổi dậy Maoist, yêu cầu thả du kích quân du kích, dừng tất cả các giao thông đường bộ gần Kathmandu bằng cách đe doạ tấn công xe. Một số doanh nghiệp Nepal bị đóng cửa vì những mối đe dọa.
- Ngày 10 tháng 9: Một quả bom phát nổ tại văn phòng Dịch vụ Thông tin Hoa Kỳ ở Kathmandu.
- Ngày 13 tháng 9: Quân giải phóng Hoa Kỳ đình chỉ hoạt động và nhân viên Đại sứ quán Hoa Kỳ không cần thiết được sơ tán khỏi Nepal.
- Ngày 9 tháng 11: Có 36 người bị thương khi nghi là phiến quân Maoist phát nổ một quả bom mạnh mẽ tại một khu phức hợp văn phòng chính phủ đang xây dựng, khu phức hợp văn phòng Karmachari Sanchaya Kosh ở trung tâm thủ đô Kathmandu của Nepal.
- Ngày 11 tháng 11: Maoist giết NID phó giám đốc Cảnh sát Hemraj Regmi trước văn phòng làm việc của ông tại thành phố Butwal-6 ở quận Rupandehi.
  - Trong cuộc tấn công: DSP Hem Raj Regmi đã bị bắn chết bởi các nhà báo Mao, ngày 11 tháng 11 năm 2004
- Ngày 15 tháng 12: Hai mươi nhân viên an ninh chính phủ đã bị giết ở khu vực phía tây của Arghakhanchi khi các nhà Maoist tấn công bất ngờ.
- Ngày 16 tháng 12: Mười sáu phe nổi dậy Maoist bị giết trong cuộc đụng độ với lực lượng an ninh Nepal ở quận phía tây của Dailekh.
- 23 tháng 12: Các lực lượng Maoist khởi động việc phong tỏa Kathmandu.
- 26 Tháng 12: Hơn 15.000 người tổ chức cuộc biểu tình hòa bình ở Kathmandu.

### 2005
- Ngày 2 tháng 1: Các phương tiện truyền thông Nepal báo cáo hai đứa trẻ bị giết chết trong quận Dailekh bằng một quả bom Maoist.
- Ngày 4 tháng 1: Ba nhân viên an ninh chính phủ và khoảng hai đến hai mươi bốn phiến quân Maoist đã báo cáo là đã bị giết trong cuộc chiến.

8/1: Các nhà lập pháp Mao đã bắt giữ và thả 300 hành khách từ sáu xe buýt phản đối cuộc phong tỏa Kathmandu của họ.
- Ngày 10 tháng 1: Thủ tướng Deuba nói rằng ông sẽ tăng chi tiêu cho quốc phòng để chống lại những người theo chủ nghĩa Mao Trinh trừ khi họ đưa ra đàm phán với chính phủ.
- Ngày 11 tháng 1: Các cuộc biểu tình và phong tỏa trên mức giá nhiên liệu của chính phủ tăng từ 10% đến 25%.
- Ngày 15 tháng 1: Maoist đã bắt giữ 14 Ấn Độ Ấn Độ từ làng Chuha ở Kailali.

Ngày 29 tháng 1: Nhà lãnh đạo chính phủ ở huyện Lamjung đã bị bắt cóc và giết chết bằng súng đạn vào đầu.
- Ngày 1 tháng 2: Vua Gyanendra giải thể chính quyền Deuba và cấm mọi báo cáo. Quân đội bắt đầu bắt giữ các nhà lãnh đạo chính trị cao cấp, các nhà báo, các nhà hoạt động vì nhân quyền và các nhà lãnh đạo xã hội dân sự. Tất cả các kết nối điện thoại và internet đều bị cắt.
- 6 tháng 6: Sự bùng nổ xe buýt Badarmude: Khoảng 38 thường dân thiệt mạng và hơn 70 người bị thương sau khi một chiếc xe buýt chở khách đông đúc chạy qua một bãi mìn phiến loạn ở quận Chitwan.
- Ngày 9 tháng 8: phiến quân Maoist giết 40 người đàn ông an ninh ở miền trung Tây Nepal.
- Ngày 3 tháng 9: Maoist tuyên bố lệnh ngừng bắn đơn phương kéo dài ba tháng nhằm lôi kéo các đảng chính trị đối lập.

19 tháng 11: Sau các cuộc đàm phán, các phiến quân Maoist đồng ý làm việc với các chính trị gia phe đối lập ở mặt trận chung chống lại quy luật của Vua Gyanendra của Nepal. [32] [33]

### 2006
- Phong trào dân chủ năm 2006 ở Nepal
  - Ngày 2 tháng 1: Các phiến quân quyết định không mở rộng một cuộc ngừng bắn kéo dài bốn tháng nói rằng chính phủ đã phá vỡ lệnh ngừng bắn với nhiều cuộc tấn công vào các ngôi làng Maoist. [34]
- Ngày 14 tháng 1: Các nhà báo Maoist tấn công phối hợp năm mục tiêu quân sự và bán quân sự tại thung lũng Kathmandu. Cuộc biểu tình đầu tiên về khả năng của họ để tổ chức bạo lực trong thung lũng, khiến cho lệnh giới nghiêm vào ban đêm trong vài ngày tới.
- 14 Tháng 3: Các phiến quân Nepal mở rộng đường phong tỏa; cuộc đình công toàn quốc được kêu gọi vào ngày 3 tháng 4.

Ngày 5 tháng 4: Đàm phán chung bắt đầu với các lực lượng Maoist hứa hẹn kiềm chế bạo lực.
- 6 tháng 4: Những người biểu tình đụng độ với cảnh sát, hàng trăm người bị bắt, hàng chục người bị thương.
- Ngày 8 tháng 4: Một lệnh giới nghiêm được áp đặt tại Kathmandu từ 10 giờ đến 9 giờ sáng. Nhà vua ra lệnh cho những người biểu tình vi phạm lệnh giới nghiêm sẽ bị "bắn vào mắt".

Ngày 9 tháng 4: Cuộc đình công chung sẽ kết thúc. Chính phủ mở rộng lệnh giới nghiêm, BBC báo cáo. Ba người chết trong hai ngày bất ổn, như hàng ngàn người biểu tình phản đối lệnh giới nghiêm. 
- 26 Tháng Tư: họ bắt đầu bỏ chặn đường phố và đường sá, nhưng họ đã có một số điều kiện
- Ngày 27 tháng 4: Phe nổi dậy Maoist, đáp ứng yêu cầu của Thủ tướng mới được bổ nhiệm Girija Prasad Koirala, thông báo một vụ ngừng bắn đơn giản trong vòng 3 tháng sau hàng tuần các cuộc biểu tình ủng hộ dân chủ ở Kathmandu và khuyến khích thành lập một hội đồng thành phần mới với nhiệm vụ viết lại quốc gia. [38] [39]
- Ngày 3 tháng 5: Nội các mới của Nepal tuyên bố ngừng bắn. Điều này không được coi là rất nghiêm túc. Nội các cũng thông báo rằng quân nổi dậy Maoist sẽ không còn được coi là một nhóm khủng bố nữa. Các phiến quân cũng được khuyến khích mở các cuộc đàm phán hòa bình.
- Ngày 21 tháng 11: Các cuộc đàm phán hòa bình kết thúc bằng việc ký Hiệp định Hòa bình Toàn diện giữa Thủ tướng Koirala và nhà lãnh đạo Maoist Prachanda. Thỏa thuận này cho phép phiến quân Maoist tham gia vào chính phủ và đưa vũ khí của họ theo dõi của LHQ.

Những người theo chủ nghĩa Mao khẳng định rằng họ kiểm soát được 80% lãnh thổ nông thôn, và họ cũng đã thâm nhập vào các khu vực thành thị.